# Калякин, Михаил Владимирович
Михаи́л Влади́мирович Каля́кин (род. 1963) — доктор биологических наук (2008), директор зоологического музея МГУ (с 2009).

## Биография
Родился в 1963 году. В 1980 окончил московскую 57-ю школу. В 1985 окончил биологический факультет МГУ. В 1989—1992 работал во Вьетнаме (от «Тропического центра»). С 1987 года работал в секторе орнитологии зоологического музея МГУ, затем стал его директором. В 1999 создал программу «Птицы Москвы и Подмосковья». С того же года кандидат, а затем (с 2008) и доктор биологических наук. Член ряда российских и иностранных научных организаций.

## Признание
- Член бюро Европейского совета по учёту птиц (European Bird Census Council) (с марта 2010 года)
- Вице-президент Мензбировского орнитологического общества (МОО) (с мая 2010 года)
- Председатель Правления Русского общества сохранения и изучения птиц имени М. А. Мензбира (с 2009 года)
- Член Диссертационного учёного совета биологического факультета МГУ Д 501.001.20 (с 2009 года)
- Член Учёного совета Дарвиновского музея (с февраля 2011 года)
- Член Комиссии по Красной книге Министерства природных ресурсов и экологии РФ (с октября 2014 года)[2]

## Некоторые труды
- «Архив биоразнообразия. Формирование, хранение и значение зоологических коллекций» (2004, в соавт. с Александрой Горяшко)
- «Атлас-определитель. Птицы европейской части России» (с соавт., 2009)
- «Атлас птиц г. Москвы» (с соавт., 2014)
- «Полевой фотоопределитель всех видов птиц европейской части России. В 3-х ч.» (с соавт., 2015)
- «Зоологический музей МГУ: история и современность» (с соавт., 2016)
- «Научно-исследовательский Зоологический музей МГУ: 225 лет. 1791—2016» (с соавт., 2016)